# Mayetiola alopecuri
Mayetiola alopecuri är en tvåvingeart som beskrevs av Ertel 1975. Mayetiola alopecuri ingår i släktet Mayetiola och familjen gallmyggor. Inga underarter finns listade i Catalogue of Life.